# Lee Won-jong
Lee Won-jong (Hangul: 이원종, RR: I Won-jong; Buyeo, Corea del Sur; n.1 de enero de 1966-) es un actor surcoreano.

## Biografía
Estudió en la Universidad Kyonggi.
Está casado con Kim Young-hwa (김영화), la pareja tiene dos hijas.

## Carrera
Es miembro de la agencia Broomstick Entertainmet (브룸스틱). Previamente formó parte de las agencias "Dain Entertainment" (다인엔터테인먼트) y "Allround Entertainment".
En mayo de 2008 se unió al elenco recurrente de la serie Iljimae, donde dio vida a Byeon-sik, el padre de Byeon Eun-chae (Han Hyo-joo), Byeon Si-wan (Kim Mu-yeol) y Byeon Si-hoo (Park Si-hoo).
En 2009 se unió al elenco recurrente de la serie Ja Myung Go, donde interpretó a Cha Cha-soong, el líder del teatro "Happy Joy".
En el 2010 realizó una aparición especial en la serie The Slave Hunters, donde dio vida a un doble acción que se encuentra en el sitio de entrenamiento.
Ese mismo año realizó una aparición especial en la serie Becoming a Billionaire, donde interpretó al maestro de matemáticas de la secundaria de Choi Seok-bong (Ji Hyun-woo).
En julio de 2011 se unió al elenco recurrente de la serie Warrior Baek Dong-soo, donde dio vida a Hong Dae-joo, Lee Won-jong como Hong Dae-ju, el peligroso ministro de Estado de Joseon.
En enero de 2012 se unió al elenco recurrente de la serie Wild Romance, donde interpretó a Yoo Young-gil, el padre de Yoo Eun-jae (Lee Si-young).
Ese mismo año se unió al elenco de la serie Dr. Jin, donde dio vida a Joo-pal, un gánster local.
En 2013 se unió al reality show Beating Hearts (también conocida como "Heartbeat" o "Heart is Beating"), donde participó junto a Choi Woo-shik, Park Ki-woong, Jo Dong-hyuk, Kim C y Jeon Hye-bin, quienes entrenaron para convertirse en bomberos.
En el 2015 participó en la vigésimo segunda temporada del programa Law of the Jungle in Samoa donde participó junto a Kim Byung-man, Yoon Doo-joon, Yong Jun-hyung, Lee Sang-yeob, Wang Ji-hye, Kang Kyun-sung, Jung Joon-young, Joon Park, Hwang Chi-yeul, Haeryung, Gong Hyun-joo y Gong Jong-hyun.
En diciembre del mismo año se unió al elenco recurrente de la serie Remember (también conocida como "Remember: War of the Son"), donde interpretó a Suk Joo-il, el líder de una pandilla y que es como una figura paterna para Park Dong-ho (Park Sung-woong).
En marzo de 2016 se unió al elenco recurrente de la serie Babysitter, donde dio vida al padre de Yoo Sang-won (Kim Min-joon).
Ese mismo año realizó una aparición especial en la serie Monster, donde interpretó a Na Do-kwang, un científico que trabaja en la vacuna contra el virus MK2, y que es asesinado por Oh Choong-dong (Park Hoon).
El 7 de julio del mismo año realizó una aparición especial en la segunda temporada de la serie Uncontrollably Fond, donde dio vida a No Jang-soo, el padre de No Eul (Bae Suzy).
También realizó una aparición especial en la serie Dear My Friends, donde interpretó a Jang Ho-jin, el padre de Jang Nan-hee (Go Doo-shim).
En agosto de 2017 se unió al elenco recurrente de la serie Strongest Deliveryman, donde dio vida a Oh Seong-hwan, el padre de Oh Jin-kyu (Kim Seon-ho).
En enero de 2018 se unió al elenco recurrente de la serie Radio Romance, donde interpretó a Kang Hee-seok, el director de la estación de radio, hasta el final de la serie el 20 de marzo del mismo año.
El 21 de mayo del mismo año se unió al elenco recurrente de la serie Miss Hammurabi, donde dio vida a Bae Gong-dae, uno de los jueces presidentes de la Sede Suprema del Distrito Central de Seúl, hasta el final de la serie en julio del mismo año.
En marzo de 2019 se unió al elenco recurrente de la serie Possessed, donde interpretó al jefe del escuadrón de detectives Yoo, un fallecido oficial duro pero amble cuando intenta ayudar a sus compañeros que actúa como tutor de Kang Pil-sung (Song Sae-byeok).
En abril del mismo año se unió al elenco recurrente de la serie Special Labor Inspector, donde dio vida a Ha Ji-man, el directora de inspección del trabajo.
En agosto del mismo año se unió al elenco recurrente de la serie The Great Show, donde interpretó a Jung Jong-chul, el padre de Jung Soo-hyun (Lee Sun-bin).
En septiembre del 2020 se unió al elenco recurrente de la serie Lies of Lies, donde dio vida a Yoon Sang-kyu, hasta el final de la serie en octubre del mismo año.

## Filmografía

### Series de televisión
| Año         | Título                                                     | Personaje                          | Notas                              |
| ----------- | ---------------------------------------------------------- | ---------------------------------- | ---------------------------------- |
| 2025        | El palacio embrujado                                       | Monje Kasyap                       | [ 17 ]                             |
| 2024        | Una familia atípica                                        | Presidente Park                    | Aparición especial                 |
| 2023-24     | Goryeo-Khitan War                                          | Kang Cho                           | [ 18 ] [ 19 ]                      |
| 2022        | Money Heist: Korea – Joint Economic Area                   | "Moscow"                           |                                    |
| 2021        | L.U.C.A.: The Beginning                                    | Kim Man-shik                       | ep. #1 - (aparición especial)      |
| 2020 - 2021 | Delayed Justice                                            | Det. Han Sang-man                  |                                    |
| 2020        | Lies of Lies                                               | Yoon Sang-kyu                      |                                    |
| 2020        | My Boss Is A Million YouTuber                              | Kang Gon-dae                       | 11 episodios                       |
| 2019        | The Great Show                                             | Jung Jong-chul                     |                                    |
| 2019        | Possessed                                                  | Jefe de Detectives Yoo             |                                    |
| 2019        | Special Labor Inspector                                    | Ha Ji-man                          |                                    |
| 2018        | The Guest                                                  | Yook Gwang                         |                                    |
| 2018        | Hide and Seek                                              | Jo Pil-doo                         |                                    |
| 2018        | Miss Hammurabi                                             | Bae Gong-dae                       |                                    |
| 2018        | Radio Romance                                              | Kang Hee-seok                      |                                    |
| 2018        | God of Ice (빙상의 신)                                     | Angel                              | 6 episodios - (web drama)          |
| 2017        | Strongest Deliveryman                                      | Oh Seong-hwan                      |                                    |
| 2017        | Distorted (Falsify)                                        | Nam Kang-myung                     |                                    |
| 2017        | Naked Fireman                                              | Jang Gwang-ho                      | 4 episodios                        |
| 2016        | Dear My Friends                                            | Jang Ho-jin                        |                                    |
| 2016        | Pied Piper                                                 | Det. Lee Cheol-yong                |                                    |
| 2016        | Uncontrollably Fond                                        | No Jang-soo                        | ep. #2                             |
| 2016        | Monster                                                    | Dr. Na Do-kwang                    | (aparición especial)               |
| 2016        | Goodbye Mr. Black                                          | Go Sung-min / Meu-tong             | 20 episodios                       |
| 2016        | Babysitter                                                 | Padre de Yoo Sang-won              |                                    |
| 2015 - 2016 | Remember                                                   | Suk Joo-il                         |                                    |
| 2015        | Hidden Identity                                            | Choi Tae-pyeong                    | 16 episodios                       |
| 2015        | Cheo Yong 2: The Paranormal Detective                      | Vagabundo                          | 2 episodios - (aparición especial) |
| 2015        | The Girl Who Sees Smells                                   | Det. Kang Hyuk                     |                                    |
| 2015        | The Man in the Mask                                        | Ji Dong-chan                       |                                    |
| 2015        | Drama Special Season 6: "The Wind Blows to the Hope"       | Yoo Jae-man                        | 2 episodios                        |
| 2015        | The Merchant: Gaekju 2015                                  | Gil Sang-moon                      | (aparición especial)               |
| 2014        | Birth of a Beauty                                          | Taxista                            | (cameo)                            |
| 2014        | Secret Door                                                | Park Moon-soo                      | 24 episodios                       |
| 2013        | Empress Ki                                                 | Eunuco Dok-man Jil-a               |                                    |
| 2013        | Unemployed Romance                                         | Empleado de la Compañía de Seguros | ep. #3 - (aparición especial)      |
| 2013        | The Blade and Petal                                        | Instructor Jang-po                 |                                    |
| 2013        | The Fugitive of Joseon                                     | Geo-chil                           |                                    |
| 2012        | Dr. Jin                                                    | Joo-pal                            |                                    |
| 2012        | Man from the Equator                                       | Lee Yong-bae                       |                                    |
| 2012        | Hero                                                       | -                                  | (aparición especial)               |
| 2012        | Wild Romance                                               | Yoo Young-gil                      |                                    |
| 2012        | Rooftop Prince                                             | -                                  |                                    |
| 2011 - 2012 | Vampire Prosecutor                                         | Det. Hwang Soon-bom                | 23 episodios                       |
| 2011        | Drama Special Season 2: "Terminal"                         | Limpiador                          | 1 episodio                         |
| 2011        | Scent of a Woman                                           | Pianista Andy Wilson               | (aparición especial)               |
| 2011        | Warrior Baek Dong-soo                                      | Hong Dae-joo                       | 29 episodios                       |
| 2011        | Drama Special Season 2: "Hwapyeong Princess's Weight Loss" | Rey                                | 1 episodio                         |
| 2011        | Ba-ra-ba-ra Ggoong (바라바라 꿍)                           | Abuelo de Mir                      | 4 episodios                        |
| 2010        | Eagle Eagle                                                | -                                  |                                    |
| 2010        | Sungkyunkwan Scandal                                       | Médium Bak-soo                     | ep. #8 - (aparición especial)      |
| 2010        | Kim Su-ro, The Iron King                                   | Yeom Sa-chi                        |                                    |
| 2010        | Drama Special Season 1: "The Scary One, the Ghost and I"   | Kang Doo-sup                       | 1 episodio                         |
| 2010        | A Man Called God                                           | Park Hong-choon                    |                                    |
| 2010        | Becoming a Billionaire                                     | Maestro de Matemáticas             | (aparición especial)               |
| 2010        | The Slave Hunters                                          | -                                  | (aparición especial)               |
| 2009        | Hot Blood                                                  | Mae Wang                           |                                    |
| 2009        | Partner                                                    | Kim Yong-su                        |                                    |
| 2009        | Ja Myung Go                                                | Cha Cha-soong                      |                                    |
| 2008 - 2009 | Detective Mr. Lee                                          | Lee Kang-ho                        | 8 episodios                        |
| 2008        | Demon's Story - "Hometown Legends"                         | Ángel de la Muerte                 | ep. #7                             |
| 2008        | Gourmet                                                    | Dal-pyung                          |                                    |
| 2008        | Iljimae                                                    | Byeon-sik                          |                                    |
| 2008        | The Great King, Sejong                                     | Yun Hee                            |                                    |
| 2007        | War of Money                                               | Ma Dong-po                         |                                    |
| 2006        | Bad Story                                                  | -                                  |                                    |
| 2006        | Sharp 3                                                    | Park Jang-joong                    |                                    |
| 2006        | Love and Ambition                                          | -                                  |                                    |
| 2005        | Hanoi Bride                                                | Park Suk-woo                       | 2 episodios                        |
| 2004 - 2005 | Emperor of the Sea                                         | Choi Moo-chang                     |                                    |
| 2004        | The Land                                                   | -                                  |                                    |
| 2003        | My Mother (Go Mom Go!)                                     | Ko Won-jong                        |                                    |
| 2003        | Bodyguard                                                  | Bang Man-bok                       |                                    |
| 2003        | Great Ambition                                             | Monje                              |                                    |
| 2002        | Rustic Period                                              | Goo Ma-juk                         | 124 episodios                      |
| 2000        | Wang Rung's Land                                           | Mr. Hong                           |                                    |
| 1999        | The Clinic for Married Couples: Love and War               | -                                  |                                    |
| 1998        | The King and the Queen                                     | -                                  |                                    |
| 1998        | Legendary Ambition                                         | -                                  |                                    |
| 1997        | When She Beckons                                           | -                                  |                                    |
| 1996        | Tears of the Dragon                                        | -                                  |                                    |
| 1991        | School of Love                                             | -                                  |                                    |

### Películas
| Año  | Título                                             | Personaje                 | Notas                                                                              |
| ---- | -------------------------------------------------- | ------------------------- | ---------------------------------------------------------------------------------- |
| 2024 | Land of Happiness                                  | Jeong Jin-hoo             | [ 23 ]                                                                             |
| 2019 | Master and Man                                     | Choon-bae                 |                                                                                    |
| 2019 | A Diamond in the Rough                             | Mang Chi                  |                                                                                    |
| 2019 | Race to Freedom: Um Bok Dong                       | Choi Jae-pil              | junto a Rain, Kang So-ra, Lee Beom-soo, Park Jin-joo, Lee Geung-young y Lee Si-eon |
| 2018 | Tail                                               | Jong Hak                  |                                                                                    |
| 2017 | The Age of Blood                                   | Man-seok                  |                                                                                    |
| 2017 | Missing 2                                          | Song-heon                 |                                                                                    |
| 2016 | Operation Chromite                                 | Kim Il-sung               | (aparición especial)                                                               |
| 2015 | Hot Service: A Cruel Hairdresser                   | -                         | junto a Lee Moo-saeng, Lee Sa-bi, Jo Kyung-hoon y Jo Ha-seok                       |
| 2014 | Mr. Perfect                                        | Padre de Jong-hee         |                                                                                    |
| 2013 | How to Use Guys with Secret Tips                   | Yook Bong-ah              | junto a Lee Si-young, Oh Jung-se, Kim Jung-tae y Park Yeong-gyu                    |
| 2012 | Miss Conspirator                                   | Psiquiatra de Chun Soo-ro |                                                                                    |
| 2012 | Pink                                               | Kyeong-soo                |                                                                                    |
| 2011 | I Am a Dad                                         | Dr. de Tráfico de Órganos | (cameo)                                                                            |
| 2011 | Battlefield Heroes                                 | Yeon Gae So Moon          |                                                                                    |
| 2010 | Petty Romance                                      | Lee Se-young              | (cameo)                                                                            |
| 2009 | Sky and Sea                                        | CEO                       | (cameo)                                                                            |
| 2009 | The Weird Missing Case of Mr. J                    | Ma Dong-Po                | (cameo)                                                                            |
| 2009 | Marine Boy                                         | Det. Kim Gae-ko           | junto a Cho Jae-hyun, Kim Kang-woo, Oh Kwang-rok, Um Hyo-sup y Jo Jae-yoon         |
| 2008 | The Accidental Gangster and the Mistaken Courtesan | Chil-gab                  |                                                                                    |
| 2008 | Frivolous Wife                                     | Padre de Cheon Yeon-soo   |                                                                                    |
| 2007 | Bunt                                               | Pdte. de Inmobiliaria     | (cameo)                                                                            |
| 2007 | Small Town Rivals                                  | Protestante               | (cameo)                                                                            |
| 2007 | Herb                                               | Oficial Jang              | junto a Kang Hye-jung, Bae Jong-ok, Jung Kyung-ho, Lee Mi-young y Kim Young-hoon   |
| 2006 | 200 Pounds Beauty                                  | Adivino                   | (cameo)                                                                            |
| 2006 | Dasepo Naughty Girls                               | "Big Razor Sis"           |                                                                                    |
| 2006 | Oh! My God                                         | Doo-Sik                   | (cameo)                                                                            |
| 2005 | Friendly and Harmonious                            | Hwa Ki Ae Ae              |                                                                                    |
| 2004 | Lovely Rivals                                      | Oficial de Tránsito       | (cameo)                                                                            |
| 2004 | Hi! Dharma 2: Showdown in Seoul                    | Monk Hyeon-gak            |                                                                                    |
| 2003 | Once Upon a Time in a Battlefield                  | Yeon Kae So Moon          | junto a Park Joong-hoon, Jung Jin-young, Ahn Nae-sang y Kim Byung-chul - (cameo)   |
| 2003 | My Wife Is a Gangster 2                            | Yeo Sa-rang               | (cameo)                                                                            |
| 2003 | Oh! Brothers                                       | Mr. Hong                  | (cameo)                                                                            |
| 2003 | A Man Who Went to Mars                             | -                         | (cameo)                                                                            |
| 2002 | Baby Alone                                         | Pung-Ho                   |                                                                                    |
| 2002 | Birth of a Man                                     | -                         |                                                                                    |
| 2002 | Break Out                                          | -                         | (cameo)                                                                            |
| 2002 | Four Toes                                          | Hae-Tae                   | junto a Kim Kap-soo, Heo Joon-ho, Lee Chang-hoon y Park Jun-gyu                    |
| 2002 | Fun Movie                                          | -                         |                                                                                    |
| 2001 | Hi! Dharma!                                        | Monk Hyeon-gak            |                                                                                    |
| 2001 | Kick the Moon                                      | Chun-Soo                  |                                                                                    |
| 2000 | The Foul King                                      | Oh Dae-San                |                                                                                    |
| 1999 | Attack the Gas Station                             | Oficial de Policía        |                                                                                    |
| 1999 | Nowhere to Hide                                    | Detective Park            |                                                                                    |
| 1998 | Two Cops 3                                         | -                         |                                                                                    |

### Programas de variedades

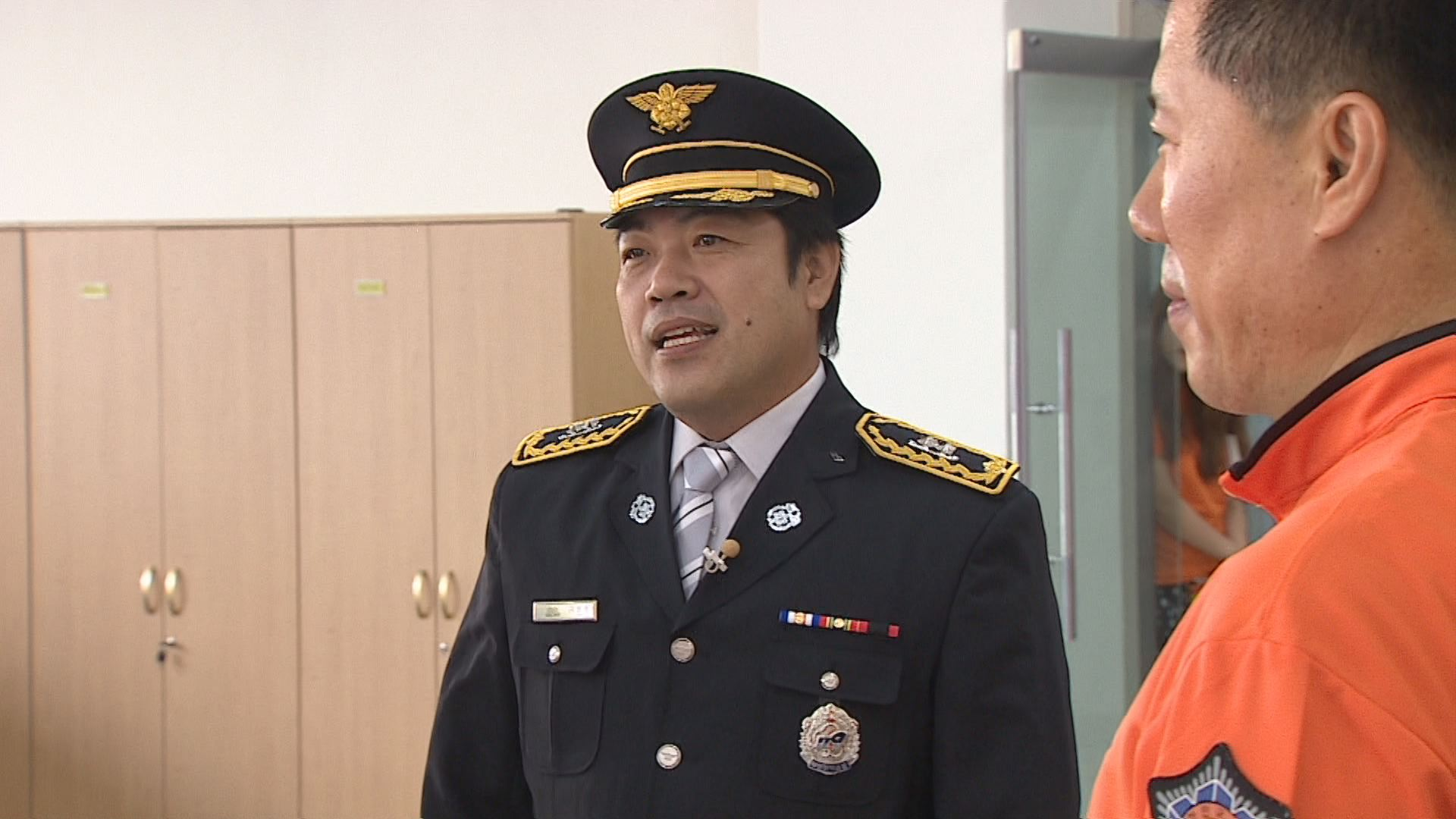
Lee Won-jong durante el programa "Beating Hearts" en el 2013.

| Año         | Título                                           | Notas                             |
| ----------- | ------------------------------------------------ | --------------------------------- |
| 2019        | Let's Eat Dinner Together                        | (ep. #131) - invitado             |
| 2018        | Busted!                                          | (ep. #5) - invitado               |
| 2017, 2019  | Life Bar                                         | (ep. #30, 109) - invitado         |
| 2016        | Actor School (배우학교)                          | 12 episodios - miembro            |
| 2015 - 2016 | Law of the Jungle in Samoa                       | (ep. #186-190) - miembro          |
| 2013 - 2014 | Beating Hearts (심장이 뛴다 (텔레비전 프로그램)) | (ep. #1-4, 9-11, 13-15) - miembro |
| 2007        | 그랑프리쇼 여러분 - 불량아빠클럽                 |                                   |

### Teatro
| Año  | Título           | Notas |
| ---- | ---------------- | ----- |
| 2014 | 맨 프럼 어스     | -     |
| 2010 | Blind (블라인드) | -     |

### Programas de radio
| Año  | Título                         | Cadena | Notas |
| ---- | ------------------------------ | ------ | ----- |
| 2015 | EBS 책 읽는 라디오 낭독 시리즈 | EBS FM |       |

### Conciertos
| Año         | Título        | Notas |
| ----------- | ------------- | ----- |
| 2011 - 2012 | 박신양 콘서트 | -     |

## Premios y nominaciones
| Año  | Categoría                                 | Premio          | Trabajo                | Resultado |
| ---- | ----------------------------------------- | --------------- | ---------------------- | --------- |
| 2008 | Excellence Award, Actor in a Weekly Drama | KBS Drama Award | The Great King, Sejong | Ganó      |
| 2007 | Best Supporting Actor in a Miniseries     | SBS Drama Award | War of Money           | Ganó      |
| 2006 | Best Actor in a One Act Drama/Special     | KBS Drama Award | Bad Story              | Ganó      |
| 2002 | Best Supporting Actor                     | SBS Drama Award | Rustic Period          | Ganó      |